# Station Ōtāhuhu

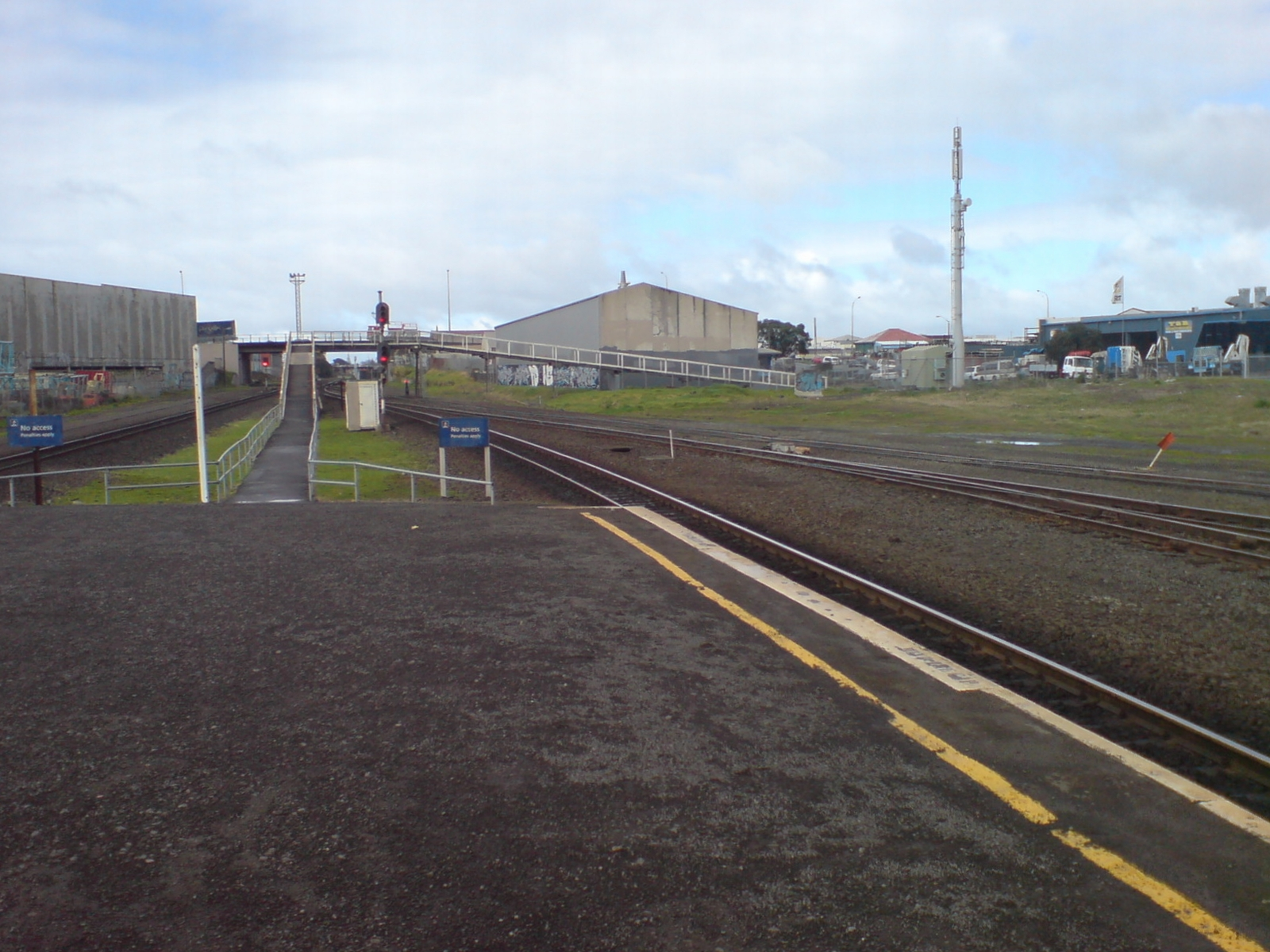
Het station in 2010, voor de verbouwing

Station Ōtāhuhu is een spoorwegstation in de Nieuw-Zeelandse stad Auckland. Het station is geopend in 1875. Het station wordt bediend door de Oostelijke Lijn en de Zuidelijke Lijn.
Sinds augustus 2014 is het spoor van de Oostelijke Lijn spoor geëlektrificeerd. Dat van de Zuidelijke Lijn volgde in januari 2015. In 2015 en 2016 kreeg het station een upgrade. Eind 2016 werd dit opgeleverd. Er werd ook een nieuw busstation geopend. Eind 2020 kreeg het station een extra perron.

## Bediening
De volgende treinen stoppen op station Ōtāhuhu:
| Serie           | Treinsoort                           | Route                                                                                    | Bijzonderheden |
| --------------- | ------------------------------------ | ---------------------------------------------------------------------------------------- | --- |
| Oostelijke Lijn | Voorstadspoorweg (Auckland One Rail) | Waitematā – Panmure – Ōtāhuhu – Manukau                                                  | Rijdt iedere twintig minuten. Rijdt in de spits iedere tien minuten. Rijdt 's avonds eens in het halfuur.                                                         |
| Zuidelijke Lijn | Voorstadspoorweg (Auckland One Rail) | Waitematā – Newmarket – Ōtāhuhu – Puhinui – Manurewa – Takaanini – Papakura – (Pukekohe) | Rijdt iedere twintig minuten. Rijdt in de spits iedere tien minuten, maar rijdt dan eens in de twintig minuten tot Pukekohe. Rijdt 's avonds eens in het halfuur. |